# 蒙特利尔天文馆
蒙特利尔天文馆（英語：Montreal Planetarium）原名Dow Planetarium（法語：Planétarium Dow）是一座已关闭的天文馆，位于加拿大魁北克省蒙特利尔市市中心东南部的夏博莱兹广场（square Chaboillez）。2011年10月永久关闭。 新馆力拓加铝天文馆靠近蒙特利尔奥林匹克体育场，于2013年4月开业。